# Sergio Cuesta Francisco
Sergio Cuesta Francisco (Málaga, 1982) diplomático español, administrador civil del Estado y actual Director del Gabinete del Ministro de Asuntos Exteriores, Unión Europea y Cooperación. Fue Embajador de España en Haití (2021-2023).

## Carrera diplomática
Nacido en Málaga el 17 de septiembre de 1982. Tras licenciarse en Derecho en la Universidad de Málaga con el mejor expediente de su promoción, completó su formación académica con un máster en Estudios Políticos y Administrativos de la Unión Europea, en el Colegio de Europa en Brujas (Bélgica) con una beca MAEC-AECID y un segundo máster en China contemporánea y sus relaciones internacionales en la Universidad Abierta de Cataluña (UOC). Ingresó en el Cuerpo Diplomático de España el 19 de septiembre de 2008 y es Administrador Civil del Estado (2009). En ambas acabaría como primero de su promoción.
Habla español, inglés, francés, alemán e italiano.

### Trayectoria
En el Ministerio de Asuntos Exteriores trabajó en la Secretaría de Estado para la Unión Europea, donde un año más tarde de su ingreso alcanzaría el puesto de Jefe Adjunto en el Gabinete Técnico del Secretario General para la Unión Europea, donde intervino en la preparación y desarrollo de la Presidencia española de la Unión Europea (2010). En 2010, fue nombrado Asesor Parlamentario de la Ministra de Vivienda. En 2011, sería nombrado Vocal Asesor Ministerio de la Presidencia, en materia Parlamentaria e Internacional.
Fuera de las fronteras españolas, estuvo destinado en la Embajada de España en Luxemburgo (2011-2015), Haití (2015-2017) y como Secretario de la Embajada de España Líbano (2017-2018) De regreso a Madrid, fue Subdirector Jefe de la Unidad de Coordinación del departamento de Asuntos Europeos y G20 del Gabinete del Presidente del Gobierno.
El 26 de agosto de 2021 volvería a Puerto Príncipe como embajador de España en Haití (2021-2023).
El 20 de diciembre de 2023 sería nombrado Director del Gabinete del Ministro de Asuntos Exteriores, Unión Europea y Cooperación, donde se desempeña a día de hoy.

## Distinciones
- Cruz de Oficial de la Orden de Isabel la Católica
- Cruz de la Orden del Mérito Civil.
- Cruz de la Orden de Isabel La Católica
- Cruz del Mérito Militar con distintivo blanco
- Gran Oficial de la Orden al Mérito de la República Italiana
- Gran Oficial de la Orden Orange-Nassau de los Países Bajos